# Coupe de France de rugby à XIII 1954-1955
Navigation
Édition précédente Édition suivante
La Coupe de France de rugby à XIII 1954-1955 est la dix-septième édition de la Coupe de France, compétition à élimination directe. Organisée par la Fédération française de rugby à XIII (alors nommé Fédération française de jeu à XIII), elle met aux prises les clubs professionnels et amateurs, et voit la victoire du club d'Avignon le S.O. Avignon au stade de la Roseraie à Carpentras, qui bat en finale le R.C. Marseille. Il s'agit du premier titre de l'histoire du club avignonnais qui avait disputé la finale de l'édition 1947 perdue contre l'A.S. Carcassonne.

## Phase finale
|  | Huitièmes de finale                     | Huitièmes de finale       | Huitièmes de finale        | Huitièmes de finale       |                 |                 | Quarts de finale           | Quarts de finale           | Quarts de finale           | Quarts de finale           |  |  | Demi-finales                 | Demi-finales                 | Demi-finales                 | Demi-finales                 |  |  | Finale                     | Finale                     | Finale                     | Finale                     |
|  |                                         |                           |                            |                           |                 |                 |                            |                            |                            |                            |  |  |                              |                              |                              |                              |  |  |                            |                            |                            |                            |
|  | Le 26 février 1955 à Lyon               | Le 26 février 1955 à Lyon | Le 26 février 1955 à Lyon  | Le 26 février 1955 à Lyon |                 |                 | Le 22 mars 1955 à Bordeaux | Le 22 mars 1955 à Bordeaux | Le 22 mars 1955 à Bordeaux | Le 22 mars 1955 à Bordeaux |  |  | Le 24 avril 1955 à Cavaillon | Le 24 avril 1955 à Cavaillon | Le 24 avril 1955 à Cavaillon | Le 24 avril 1955 à Cavaillon |  |  | Le 8 mai 1955 à Carpentras | Le 8 mai 1955 à Carpentras | Le 8 mai 1955 à Carpentras | Le 8 mai 1955 à Carpentras |
|  | S.O. Avignon                            | S.O. Avignon              | 40                         | 40                        |                 |                 | Le 22 mars 1955 à Bordeaux | Le 22 mars 1955 à Bordeaux | Le 22 mars 1955 à Bordeaux | Le 22 mars 1955 à Bordeaux |  |  | Le 24 avril 1955 à Cavaillon | Le 24 avril 1955 à Cavaillon | Le 24 avril 1955 à Cavaillon | Le 24 avril 1955 à Cavaillon |  |  | Le 8 mai 1955 à Carpentras | Le 8 mai 1955 à Carpentras | Le 8 mai 1955 à Carpentras | Le 8 mai 1955 à Carpentras |
|  | S.O. Avignon                            | S.O. Avignon              | 40                         | 40                        |                 |                 | Le 22 mars 1955 à Bordeaux | Le 22 mars 1955 à Bordeaux | Le 22 mars 1955 à Bordeaux | Le 22 mars 1955 à Bordeaux |  |  | Le 24 avril 1955 à Cavaillon | Le 24 avril 1955 à Cavaillon | Le 24 avril 1955 à Cavaillon | Le 24 avril 1955 à Cavaillon |  |  | Le 8 mai 1955 à Carpentras | Le 8 mai 1955 à Carpentras | Le 8 mai 1955 à Carpentras | Le 8 mai 1955 à Carpentras |
|  | Celtic de Paris                         | Celtic de Paris           | 7                          | 7                         |                 |                 | Le 22 mars 1955 à Bordeaux | Le 22 mars 1955 à Bordeaux | Le 22 mars 1955 à Bordeaux | Le 22 mars 1955 à Bordeaux |  |  | Le 24 avril 1955 à Cavaillon | Le 24 avril 1955 à Cavaillon | Le 24 avril 1955 à Cavaillon | Le 24 avril 1955 à Cavaillon |  |  | Le 8 mai 1955 à Carpentras | Le 8 mai 1955 à Carpentras | Le 8 mai 1955 à Carpentras | Le 8 mai 1955 à Carpentras |
|  | Celtic de Paris                         | Celtic de Paris           | 7                          | 7                         | S.O. Avignon    | S.O. Avignon    | 12                         | 12                         |                            |                            |  |  | Le 24 avril 1955 à Cavaillon | Le 24 avril 1955 à Cavaillon | Le 24 avril 1955 à Cavaillon | Le 24 avril 1955 à Cavaillon |  |  | Le 8 mai 1955 à Carpentras | Le 8 mai 1955 à Carpentras | Le 8 mai 1955 à Carpentras | Le 8 mai 1955 à Carpentras |
|  | Le 26 février 1955 à Villeneuve-sur-Lot |                           |                            |                           | S.O. Avignon    | S.O. Avignon    | 12                         | 12                         |                            |                            |  |  | Le 24 avril 1955 à Cavaillon | Le 24 avril 1955 à Cavaillon | Le 24 avril 1955 à Cavaillon | Le 24 avril 1955 à Cavaillon |  |  | Le 8 mai 1955 à Carpentras | Le 8 mai 1955 à Carpentras | Le 8 mai 1955 à Carpentras | Le 8 mai 1955 à Carpentras |
|  |                                         |                           | Côte basque XIII           | Côte basque XIII          | 9               | 9               |                            |                            |                            |                            |  |  | Le 24 avril 1955 à Cavaillon | Le 24 avril 1955 à Cavaillon | Le 24 avril 1955 à Cavaillon | Le 24 avril 1955 à Cavaillon |  |  | Le 8 mai 1955 à Carpentras | Le 8 mai 1955 à Carpentras | Le 8 mai 1955 à Carpentras | Le 8 mai 1955 à Carpentras |
|  | Côte basque XIII                        | Côte basque XIII          | Côte basque XIII           | Côte basque XIII          | 9               | 9               | 7                          | 7                          |                            |                            |  |  | Le 24 avril 1955 à Cavaillon | Le 24 avril 1955 à Cavaillon | Le 24 avril 1955 à Cavaillon | Le 24 avril 1955 à Cavaillon |  |  | Le 8 mai 1955 à Carpentras | Le 8 mai 1955 à Carpentras | Le 8 mai 1955 à Carpentras | Le 8 mai 1955 à Carpentras |
|  | Côte basque XIII                        | Côte basque XIII          | Le 22 mars 1955 à Lézignan |                           |                 |                 | 7                          | 7                          |                            |                            |  |  | Le 24 avril 1955 à Cavaillon | Le 24 avril 1955 à Cavaillon | Le 24 avril 1955 à Cavaillon | Le 24 avril 1955 à Cavaillon |  |  | Le 8 mai 1955 à Carpentras | Le 8 mai 1955 à Carpentras | Le 8 mai 1955 à Carpentras | Le 8 mai 1955 à Carpentras |
|  | Toulouse olympique XIII                 | Toulouse olympique XIII   | 3                          | 3                         |                 |                 |                            |                            |                            |                            |  |  | Le 24 avril 1955 à Cavaillon | Le 24 avril 1955 à Cavaillon | Le 24 avril 1955 à Cavaillon | Le 24 avril 1955 à Cavaillon |  |  | Le 8 mai 1955 à Carpentras | Le 8 mai 1955 à Carpentras | Le 8 mai 1955 à Carpentras | Le 8 mai 1955 à Carpentras |
|  | Toulouse olympique XIII                 | Toulouse olympique XIII   | 3                          | 3                         | S.O. Avignon    | S.O. Avignon    | 21                         | 21                         |                            |                            |  |  |                              |                              |                              |                              |  |  | Le 8 mai 1955 à Carpentras | Le 8 mai 1955 à Carpentras | Le 8 mai 1955 à Carpentras | Le 8 mai 1955 à Carpentras |
|  | Le 26 février 1955 à Nîmes              |                           |                            |                           | S.O. Avignon    | S.O. Avignon    | 21                         | 21                         |                            |                            |  |  |                              |                              |                              |                              |  |  | Le 8 mai 1955 à Carpentras | Le 8 mai 1955 à Carpentras | Le 8 mai 1955 à Carpentras | Le 8 mai 1955 à Carpentras |
|  |                                         |                           | R.C. Carpentras            | R.C. Carpentras           | 4               | 4               |                            |                            |                            |                            |  |  |                              |                              |                              |                              |  |  | Le 8 mai 1955 à Carpentras | Le 8 mai 1955 à Carpentras | Le 8 mai 1955 à Carpentras | Le 8 mai 1955 à Carpentras |
|  | R.C. Carpentras                         | R.C. Carpentras           | R.C. Carpentras            | R.C. Carpentras           | 4               | 4               | 39                         | 39                         |                            |                            |  |  |                              |                              |                              |                              |  |  | Le 8 mai 1955 à Carpentras | Le 8 mai 1955 à Carpentras | Le 8 mai 1955 à Carpentras | Le 8 mai 1955 à Carpentras |
|  | R.C. Carpentras                         | R.C. Carpentras           | Le 24 avril 1955 à Lyon    |                           |                 |                 | 39                         | 39                         |                            |                            |  |  |                              |                              |                              |                              |  |  | Le 8 mai 1955 à Carpentras | Le 8 mai 1955 à Carpentras | Le 8 mai 1955 à Carpentras | Le 8 mai 1955 à Carpentras |
|  | XIII Limouxin                           | XIII Limouxin             | 20                         | 20                        |                 |                 |                            |                            |                            |                            |  |  |                              |                              |                              |                              |  |  | Le 8 mai 1955 à Carpentras | Le 8 mai 1955 à Carpentras | Le 8 mai 1955 à Carpentras | Le 8 mai 1955 à Carpentras |
|  | XIII Limouxin                           | XIII Limouxin             | 20                         | 20                        | R.C. Carpentras | R.C. Carpentras | 5                          | 5                          |                            |                            |  |  |                              |                              |                              |                              |  |  | Le 8 mai 1955 à Carpentras | Le 8 mai 1955 à Carpentras | Le 8 mai 1955 à Carpentras | Le 8 mai 1955 à Carpentras |
|  | Le 25 février 1955 à Toulouse           |                           |                            |                           | R.C. Carpentras | R.C. Carpentras | 5                          | 5                          |                            |                            |  |  |                              |                              |                              |                              |  |  | Le 8 mai 1955 à Carpentras | Le 8 mai 1955 à Carpentras | Le 8 mai 1955 à Carpentras | Le 8 mai 1955 à Carpentras |
|  |                                         |                           | R.C. Albigeois             | R.C. Albigeois            | 3               | 3               |                            |                            |                            |                            |  |  |                              |                              |                              |                              |  |  | Le 8 mai 1955 à Carpentras | Le 8 mai 1955 à Carpentras | Le 8 mai 1955 à Carpentras | Le 8 mai 1955 à Carpentras |
|  | R.C. Albigeois                          | R.C. Albigeois            | R.C. Albigeois             | R.C. Albigeois            | 3               | 3               | 10                         | 10                         |                            |                            |  |  |                              |                              |                              |                              |  |  | Le 8 mai 1955 à Carpentras | Le 8 mai 1955 à Carpentras | Le 8 mai 1955 à Carpentras | Le 8 mai 1955 à Carpentras |
|  | R.C. Albigeois                          | R.C. Albigeois            | Le 22 mars 1955 à Bayonne  |                           |                 |                 | 10                         | 10                         |                            |                            |  |  |                              |                              |                              |                              |  |  | Le 8 mai 1955 à Carpentras | Le 8 mai 1955 à Carpentras | Le 8 mai 1955 à Carpentras | Le 8 mai 1955 à Carpentras |
|  | A.S. Carcassonne                        | A.S. Carcassonne          | 7                          | 7                         |                 |                 |                            |                            |                            |                            |  |  |                              |                              |                              |                              |  |  | Le 8 mai 1955 à Carpentras | Le 8 mai 1955 à Carpentras | Le 8 mai 1955 à Carpentras | Le 8 mai 1955 à Carpentras |
|  | A.S. Carcassonne                        | A.S. Carcassonne          | 7                          | 7                         | S.O. Avignon    | S.O. Avignon    | 18                         | 18                         |                            |                            |  |  |                              |                              |                              |                              |  |  |                            |                            |                            |                            |
|  | Le 26 février 1955 à Albi               |                           |                            |                           | S.O. Avignon    | S.O. Avignon    | 18                         | 18                         |                            |                            |  |  |                              |                              |                              |                              |  |  |                            |                            |                            |                            |
|  |                                         |                           | R.C. Marseille             | R.C. Marseille            | 10              | 10              |                            |                            |                            |                            |  |  |                              |                              |                              |                              |  |  |                            |                            |                            |                            |
|  | R.C. Marseille                          | R.C. Marseille            | R.C. Marseille             | R.C. Marseille            | 10              | 10              | 12                         | 12                         |                            |                            |  |  |                              |                              |                              |                              |  |  |                            |                            |                            |                            |
|  | R.C. Marseille                          | R.C. Marseille            |                            |                           |                 |                 |                            | 12                         |                            |                            |  |  |                              |                              |                              |                              |  |  |                            |                            |                            |                            |
|  | Bordeaux XIII                           | Bordeaux XIII             | 9                          | 9                         |                 |                 |                            |                            |                            |                            |  |  |                              |                              |                              |                              |  |  |                            |                            |                            |                            |
|  | Bordeaux XIII                           | Bordeaux XIII             | 9                          | 9                         | R.C. Marseille  | R.C. Marseille  | ?                          | ?                          |                            |                            |  |  |                              |                              |                              |                              |  |  |                            |                            |                            |                            |
|  | Le 26 février 1955 à Perpignan          |                           |                            |                           | R.C. Marseille  | R.C. Marseille  | ?                          | ?                          |                            |                            |  |  |                              |                              |                              |                              |  |  |                            |                            |                            |                            |
|  |                                         |                           | U.S. Villeneuve            | U.S. Villeneuve           | ?               | ?               |                            |                            |                            |                            |  |  |                              |                              |                              |                              |  |  |                            |                            |                            |                            |
|  | U.S. Villeneuve                         | U.S. Villeneuve           | U.S. Villeneuve            | U.S. Villeneuve           | ?               | ?               | 15                         | 15                         |                            |                            |  |  |                              |                              |                              |                              |  |  |                            |                            |                            |                            |
|  | U.S. Villeneuve                         | U.S. Villeneuve           | Le 22 mars 1955 à Avignon  |                           |                 |                 | 15                         | 15                         |                            |                            |  |  |                              |                              |                              |                              |  |  |                            |                            |                            |                            |
|  | U.S. Lyon-Villeurbanne                  | U.S. Lyon-Villeurbanne    | 3                          | 3                         |                 |                 |                            |                            |                            |                            |  |  |                              |                              |                              |                              |  |  |                            |                            |                            |                            |
|  | U.S. Lyon-Villeurbanne                  | U.S. Lyon-Villeurbanne    | 3                          | 3                         | R.C. Marseille  | R.C. Marseille  | 15                         | 15                         |                            |                            |  |  |                              |                              |                              |                              |  |  |                            |                            |                            |                            |
|  | Le 26 février 1955 à Carcassonne        |                           |                            |                           | R.C. Marseille  | R.C. Marseille  | 15                         | 15                         |                            |                            |  |  |                              |                              |                              |                              |  |  |                            |                            |                            |                            |
|  |                                         |                           | XIII Catalan               | XIII Catalan              | 0               | 0               |                            |                            |                            |                            |  |  |                              |                              |                              |                              |  |  |                            |                            |                            |                            |
|  | XIII Catalan                            | XIII Catalan              | XIII Catalan               | XIII Catalan              | 0               | 0               | 16                         | 16                         |                            |                            |  |  |                              |                              |                              |                              |  |  |                            |                            |                            |                            |
|  | XIII Catalan                            | XIII Catalan              |                            |                           |                 |                 |                            | 16                         |                            |                            |  |  |                              |                              |                              |                              |  |  |                            |                            |                            |                            |
|  | F.C. Lézignan                           | F.C. Lézignan             | 13                         | 13                        |                 |                 |                            |                            |                            |                            |  |  |                              |                              |                              |                              |  |  |                            |                            |                            |                            |
|  | F.C. Lézignan                           | F.C. Lézignan             | 13                         | 13                        | XIII Catalan    | XIII Catalan    | ?                          | ?                          |                            |                            |  |  |                              |                              |                              |                              |  |  |                            |                            |                            |                            |
|  | Le 26 février 1955 à Toulouse           |                           |                            |                           | XIII Catalan    | XIII Catalan    | ?                          | ?                          |                            |                            |  |  |                              |                              |                              |                              |  |  |                            |                            |                            |                            |
|  |                                         |                           | S.U. Cavaillon             | S.U. Cavaillon            | ?               | ?               |                            |                            |                            |                            |  |  |                              |                              |                              |                              |  |  |                            |                            |                            |                            |
|  | S.U. Cavaillon                          | S.U. Cavaillon            | S.U. Cavaillon             | S.U. Cavaillon            | ?               | ?               | 24                         | 24                         |                            |                            |  |  |                              |                              |                              |                              |  |  |                            |                            |                            |                            |
|  | S.U. Cavaillon                          | S.U. Cavaillon            |                            |                           |                 |                 |                            | 24                         |                            |                            |  |  |                              |                              |                              |                              |  |  |                            |                            |                            |                            |
|  | Facture XIII                            | Facture XIII              | 22                         | 22                        |                 |                 |                            |                            |                            |                            |  |  |                              |                              |                              |                              |  |  |                            |                            |                            |                            |
|  | Facture XIII                            | Facture XIII              | 22                         | 22                        |                 |                 |                            |                            |                            |                            |  |  |                              |                              |                              |                              |  |  |                            |                            |                            |                            |
|  |                                         |                           |                            |                           |                 |                 |                            |                            |                            |                            |  |  |                              |                              |                              |                              |  |  |                            |                            |                            |                            |

## Finale - 8 mai 1955
(mt : 3 - 2)
Points marqués :
- Avignon : 4 essais de Savonne (30e, ? et ?) et Rascol ; 3 transformations de Rascol (?) et Rouqueirol (?).
- Marseille : 2 essais de Pérez (?) et Carmouze (?) ; 2 transformations de ? (? et ?) ; 1 pénalité de Grasseau (?).

Arbitre : M. Philipps (Angleterre)
Évolution du score : 0-2, 3-2 (mi-temps), 8-2, 8-5, 13-5, 18-5, 18-10.
Spectateurs : environ 10 000
Composition des équipes :
- Avignon : Robert Grangeon - Henri Cazade, Georges Rascol, Jacques Merquey, André Savonne - Paul Césard (o), René Jean (m) - Augustin Parent, Léon Delaye, Jean Rouqueirol, Jean-Pierre Barnaud, Abel Duplan, André Béraud - Entraîneur : Abel Mayen
- Marseille : Maurice André - Joseph Grasseau, Albert Lavantes, Denis Morelli, Roger Carmouze - Auguste Ambert (o), Jean Dop (m) - Jean Pambrun, Robert Moncéré, Raoul Pérez, Antranick Apellian, Jean Rinaldi, René Ferrero - Entraîneur :

Le S.O. Avignon est éliminée la semaine précédente cette finale de Coupe de la course au titre du Championnat de France à la suite de sa défaite face à l'U.S. Lyon-Villeurbanne emmené par René Duffort. Toutefois, ses deux victoires en phase régulière du Championnat face aux Marseillais obtenues les 28 septembre 1954 à Marseille 19-8 et 30 janvier 1955 à Avignon 14-0 font du club avignonnais favori de cette finale. Elle se dispute au stade de la Roseraie de Carpentras qui accueille un évènement de cette envergure pour la première fois.
Devant plus de 10 000 spectateurs, dans une rencontre arbitrée par l'Anglais M. Philipps, les deux équipes laissent peu d'espaces et rares sont les attaques fructueuses. Marseille ouvre le score par une pénalité d'entrée de Joseph Grasseau quand Avignon de son côté inscrit le premier essai de la partie grâce à un débordement d'André Savonne. A la mi-temps, Avignon mène 3-2. La seconde mi-temps, après une première alerte marseillaise, voit Avignon durant vingt minutes occuper le camp marseillais et inscrit un second essai par Savonne. Marseille répond aussitôt et inscrit dans les minutes suivantes un essai par Raoul Pérez lancé par Jean Dop. Bien qu'Avignon domine toujours la partie, elle ne mène que de 8-5 à ce moment de la partie, avant que l'ancien Marseillais Paul Césard sert Savonne pour un triplé, transformé par Georges Rascol, avant que ce dernier aille de son essai dans la foulée entre les poteaux. Marseille clôt le score par un essai de Carmouze transformé sur le score de 18-10 à l'avantage d'Avignon.
La finale de la Coupe de France est précédé de la finale junior entre Lézignan et Lyon.